# Woke Up This Morning...
Albums de Passion Fodder
Love, Waltzes and Anarchy
(1988) What Fresh Hell Is This?
(1991)
Woke Up This Morning... est le quatrième album du groupe de rock alternatif franco-américain Passion Fodder, publié en 1989 sur le label Barclay Records. La pochette du disque est l'œuvre du peintre Ricardo Mosner.

## Liste des titres de l'album
1. Little Wolf – 4:53
2. My Body Betrays Me She Said – 4:31
3. Happy New Year – 5:02
4. A Letter from '38 – 2:30
5. A Man Is a Man – 5:25
6. Love Burns – 3:59
7. Los cuatro generales – 4:33
8. Between Ten and Noon – 6:35
9. Ventoline Blues – 4:39
10. I'd Sell My Soul to God – 4:07

## Musiciens ayant participé à l'album
- Theo Hakola – chant, guitare
- Pascal Humbert – basse, contrebasse, guitare
- Jean-Yves Tola – batterie
- Lionel Dollet – guitare et aux claviers
- Bénédicte Villain - violon